# Západní svět

Západní civilizace ve světě po Studené válce podle Huntingtona

Západní svět, západní civilizace nebo Západ je souhrnné označení pro mnohé státy Evropy, Ameriky a Oceánie, které pojí podobné kulturní, hodnotové a společenské rysy jako svoboda, lidská práva, vláda práva, rovnost, individualismus, tolerance a liberální demokracie. Z historického hlediska byl vývoj západní civilizace silně ovlivněn antikou, křesťanstvím, judaismem a západní filozofií. V pozdější době pak renesancí, osvícenstvím, průmyslovou a vědeckou revolucí. Skrze imperialismus, kolonialismus a christianizaci v průběhu 15. až 20. století a pozdější export popkultury ovlivnila západní civilizace velmi výrazně celý zbytek světa a hrála rozhodující roli v jeho globalizaci. Samotný pojem Západ, včetně jeho rozsahu a významu, se v průběhu dějin a v závislosti na kontextu měnil a zůstává předmětem debat.

## Rané formování západní civilizace

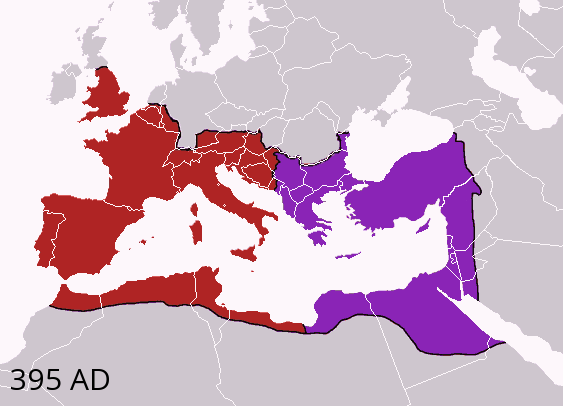
Rozdělená Římská říše roku 395, Západořímská říše je vyznačena červeně

Západní civilizace navazuje mimo jiné na antickou civilizaci, ve které se na počátku 1. tisíciletí n. l. začalo šířit křesťanství. Křesťanství v západní části Římské říše prošlo poněkud odlišným vývojem, než v její východní části – tento rozdílný vývoj byl způsoben nejen odlišnosti římské a řecké kultury, ale také teologickým i politickým rozdělením západního katolického (později též protestantského) a východního pravoslavného křesťanství. Formování západního křesťanství bylo ovlivněno jak vznikem instituce papežství, tak vlivnými teology jako např. svatý Augustin či Tomáš Akvinský. Vývoj v západní části Evropy byl dále ovlivněn zánikem centrální politické moci na území zaniklé Západořímské říše a specifickým kulturním i politickým vlivem keltských, germánských či slovanských etnik – v rámci christianizace Západoevropanů docházelo zároveň k pronikání některých původních pohanských kulturních či náboženských prvků do formálně křesťanské kultury, např. nové přidělení křesťanského významu původním pohanským svátkům a posvátným místům, náhrada různých pohanských bohů katolickými světci či nahrazení kultů bohyní plodnosti kultem Mariánským.

## Vymezení
Západní svět lze chápat z hlediska:
- historického (starověké Řecko, římská říše, Keltové, Germáni, západní Slované, kolonialismus, studená válka),
- kulturního,
- jazykového,
- náboženského (křesťanství, judaismus, Velké schizma, katolictví a protestantství),
- politicko-ekonomického (demokracie, industrializace, velikosti HDP).

Jednotlivá vymezení se od sebe mohou značně lišit.

## Hodnoty západní civilizace
V souvislosti se západní civilizací se někdy hovoří o jejích židovsko-křesťanských hodnotách či kořenech, především v kontextu odmítnutí náboženských minorit a multikulturalismu obecně. Podle některých historiků a teologů, jako Arthur A. Cohen nebo Phillip C. Almond, je však „termín židovsko–křesťanské hodnoty“ nejasně vymezený a novodobý. Výrazněji počal být používán až na počátku studené války ve Spojených státech v boji proti komunismu, od 70. let v boji konzervativců proti liberalismu a od roku 2014 krajní pravicí v boji proti muslimům. Termín také užíval terorista Anders Breivik. Na vymezení obsahu pojmu je problematické že případné „ židovsko-křesťanské hodnoty“ jsou chápány odlišně na základě politické orientace daného jedince a podle průzkumu European Value Study se většina Evropanů shodne především na hodnotách vycházejících z osvícenství, jako jsou individuální práva, rovnost či oddělení státu od církve. Též americká ústava vychází ze sekularismu a mnozí otcové zakladatelé nebyli tradičními křesťany, ale namísto toho inklinovali k deismu či unitářství.

## Západní civilizace podle Samuela Huntingtona

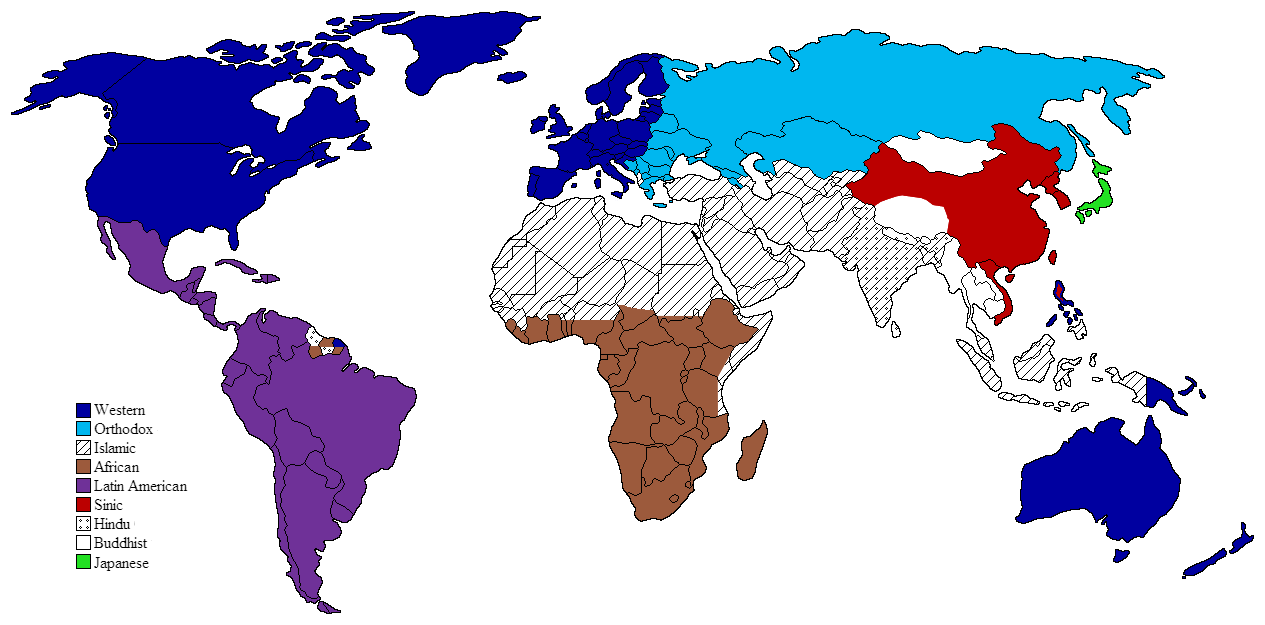
Huntingtonova mapa světových civilizací

Americký politický teoretik Samuel Huntington přinesl svou teorii západní civilizace. Přestože západní civilizace se díky své koloniální expanzi rozšířila do různých částí světa, až do začátku 20. století hrál primární roli původní kontinent, ze kterého západní civilizace z větší části vyšla – Evropa.
V historii tohoto kontinentu se vytvářelo množství mocných států, které pak v některých historických obdobích dokázaly ovlivňovat významné události nejen na kontinentu, ale ve značné části ostatního světa (zejména v době kolonizace). Od 18. století se v Evropě ustálil systém tzv. pentarchie, tedy dominantního vlivu pěti mocností, které byly ve větší či menší míře v průběhu staletí navzájem rovnocenné (nebo byly rovnocenné spolky a aliance, které tyto státy utvářely). Mezi tyto velmoci patřily Velká Británie, Francie, Německo (před lety 1870–1871 Prusko), Ruské imperium a Rakousko-Uhersko (případně Rakouské císařství či Habsburská monarchie).
Po první světové válce se však následkem ustanovení versailleského míru tento systém zhroutil (úpadek Německa následkem ekonomické krize a válečných reparací, rozpad Rakousko-Uherska na národní státy, komunistická revoluce a občanská válka v Rusku). Následkem vyčerpání Velké Británie a Francie během zákopové války nebyly tyto dvě země, které vyšly z bojů první světové války vítězně, schopny udržet politický systém Evropy, který se postupně vytvořil během mírových jednání ve Versailles). Po Druhé světové válce dochází definitivně k úpadku starých velmocí a na jejich místo nastupují Spojené státy americké a Sovětský svaz, při čemž důsledkem rivality těchto dvou velmocí byla studená válka. Tento celosvětový konflikt a rivalita ideologií, která byla vedle vojenských a ekonomických zájmů další hnací silou konfliktu, zatlačily evropské (ale v určité míře i světové) kulturní aspekty částečně do pozadí.